# 大索馬利亞

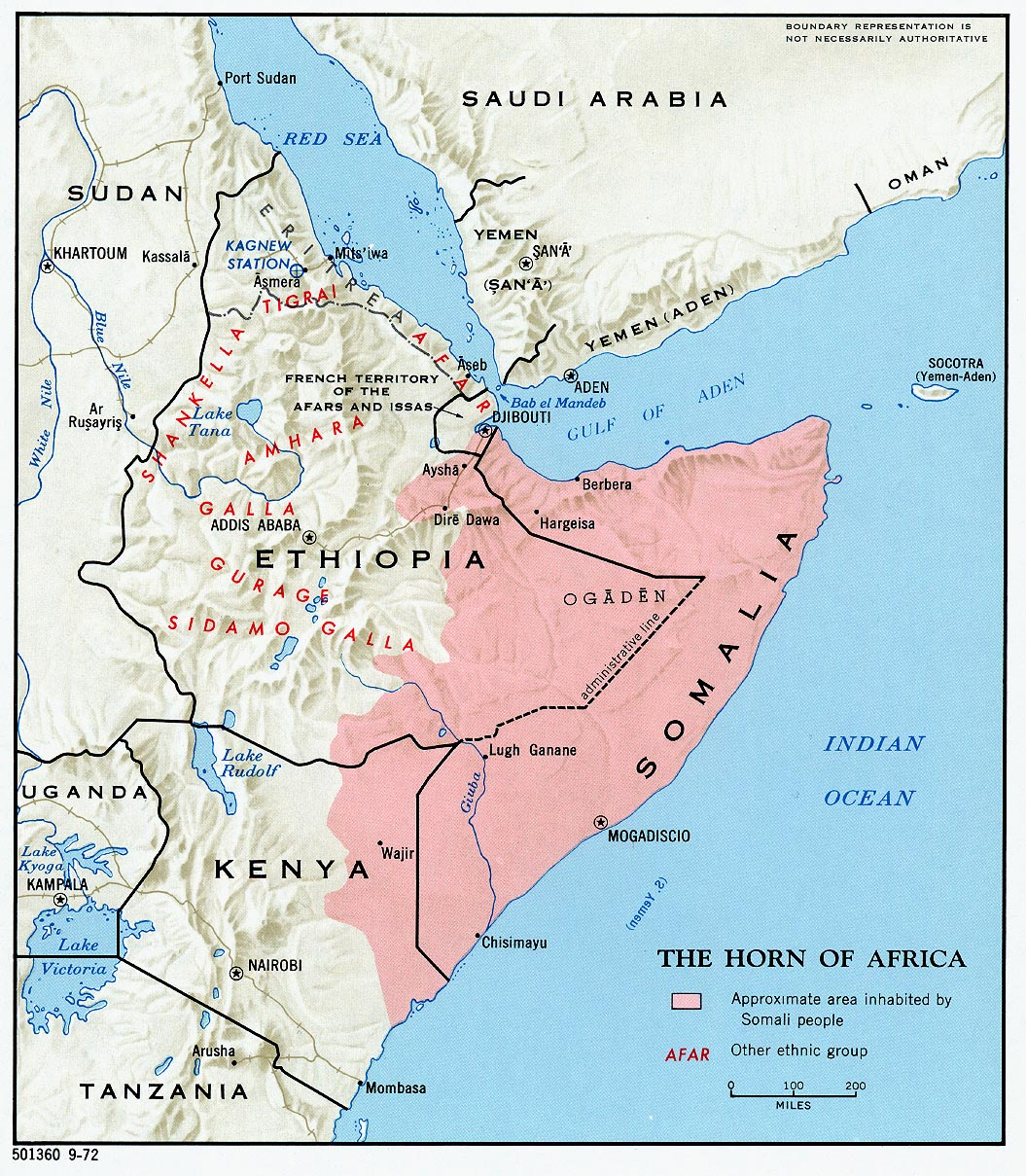
索马里人聚居区

大索馬利亞，指的是非洲之角上的索馬利亞人聚居區，以及统一这一地区的泛民族主義理念。大索馬利亞除了索馬利亞本國外，還包括了吉布地、衣索比亞的歐加登地區和肯亞的東北省。
索馬利亞為爭奪歐加登地區，曾與衣索比亞爆發歐加登戰爭，以索馬利亞的戰敗告終。目前索馬利亞處於內戰狀態，位處索馬利亞北部的索馬利蘭已經宣告并實質獨立。所謂「大索馬利亞」早已分崩離析。

## 历史
在第一次世界大战之时，英国与意大利达成了一项秘密协议，同意将它有索马里人居住的保护国朱巴兰（当今的索马里西南部）中的94,050平方公里土地转让给意属索马里兰。这是英国给予意大利在战争中联合英国共同抗击德国的奖励。1924年，英国割让了朱巴兰。1926年，朱巴兰被并入了意属索马里兰，之后，它被意大利人重命名为Oltre Giuba。 于1936年征服埃塞俄比亚后，意大利还并入了欧加登地区。
在第二次世界大战早期，意大利部队入侵了英属索马里兰并驱逐了英国人。然而，英国仍然保留了对英属东非的控制权，这个区域包括了几乎全是索马里人居住的东北省。这地方目前归肯尼亚管理。
英国于1941年的春天重新取得了对英属索马里兰的控制权，而且还征服了意属索马里兰和欧加登。1945年，波茨坦会议决定不将意属索马里兰归还给意大利。1949年，联合国同意授予意大利对意属索马里兰10年的管理权，而10年之后这个地区将会宣布独立。
同时在1948年，在二战同盟国和索马里人的压力下，英国“归还”了Hawd地区，并将欧加登还给了埃塞俄比亚。前者是根据英国与索马里人于1884年和1886年达成的条约而由英国“保护”的一个重要的索马里牧区。后者则是根据1897年的一个条约所执行的，条约中英国人割让索马里领土以换取埃塞俄比亚皇帝孟尼利克二世帮助对付索马里部族的掠夺。英国在附件中强调了索马里游牧部落将保留他们的自治权，但埃塞俄比亚很快就要求得到对这些部落的控制权。其后，这导致了英国1956年对索马里土地的一次不成功的收购。
| 所屬區域 | 所屬範圍   | 國旗 | 國徽 | 地圖 | 獨立年份           | 首都         | 原所屬                           | 原殖民國家  |
| -------- | ---------- | ---- | ---- | ---- | ------------------ | ------------ | -------------------------------- | ----------- |
| 非洲之角 | 索马里     |      |      |      | 1960年             | 摩加迪沙     | 意屬索馬里蘭 英屬索馬里蘭        | 義大利 英国 |
| 非洲之角 | 吉布提     |      |      |      | 1977年             | 吉布提       | 法屬索馬里蘭（阿法尔和伊萨领地） | 法國        |
| 非洲之角 | 肯尼亞     |      |      |      | 1963年             | 內羅畢       | 肯尼亞東北省                     | 英国        |
| 非洲之角 | 埃塞俄比亞 |      |      |      | 1941年（恢復主權） | 亞的斯亞貝巴 | 埃塞俄比亞索馬里州（欧加登）     | 義大利      |

## 索马里内战

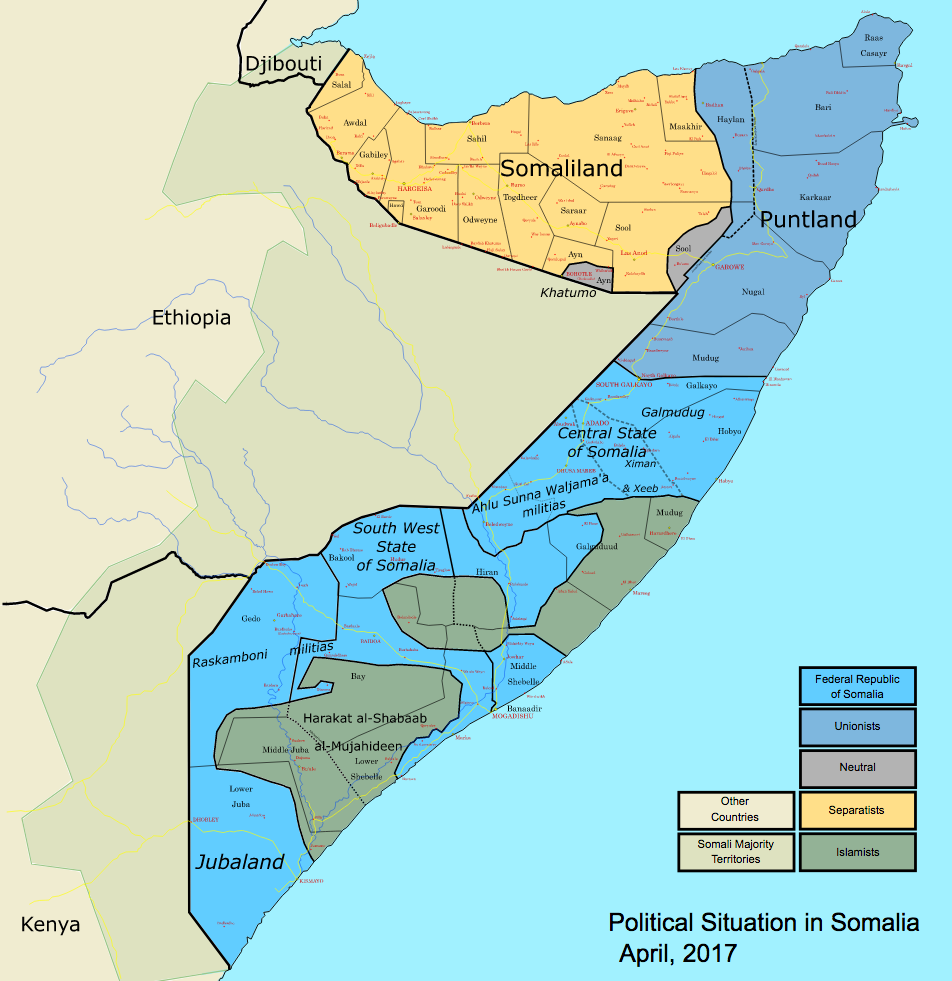
截至2014年7月6日索马里的当前政治局势

随着索马里内战的开始，将非洲之角的各种历史上和主要是索马里人居住的地区合并为大索马里的愿景暂时搁置了。 数千名难民已在肯尼亚获得政治庇护。目前，泛索马里统一运动的讨论退居次要，因为共和国已经分裂成几个自治的较小的地区或宗派割据政权管理区。 索马里西北部分裂国家索马里兰共和国的政府一直试图脱离索马里共和国，并发起了一场失败但持续的运动，以寻求国际组织和国家的认可。 索马里兰进一步与邦特兰争夺了苏尔州和萨那格州地区的控制权。 尽管没有统一的政府，因此也没有正式的激怒主义政策，但民兵领导人在1998年至2000年与埃塞俄比亚军队发生冲突。

## 伊斯兰法庭联盟
2006年末，当时控制索马里南部大部分地区的伊斯兰法院联盟（ICU）负责人谢赫·哈桑·达希尔·阿维斯宣布：“我们将坚定不移地整合我们在肯尼亚和埃塞俄比亚的索马里兄弟，恢复他们与索马里祖先生活的自由。” 在拜多阿之战中伊斯兰法庭联盟的决定性失败以及索马里战争的后续行动之后，这些目标被索马里过渡联邦政府、邦特兰、西南索马里、朱巴兰和加勒穆杜格自治区和其军事支持者埃塞俄比亚所瓦解。 伊斯兰法院联盟也由此分为两个派系。 一个派系希望签署和平协议并与过渡联邦政府合并，而另一个派系则希望在达成任何和平协议之前击败埃塞俄比亚军队并驱逐非洲联盟士兵。